# The Devil in the Dark
The Devil in the Dark is een aflevering van de De oorspronkelijke serie van Star Trek. Deze werd voor het eerst uitgezonden op 9 maart 1967 op de Amerikaanse televisiezender NBC.

## Synopsis
De hulp van de Enterprise wordt ingeroepen door een mijn op de planeet Janus VI omdat ondergronds steeds meer mijnwerkers gedood worden door een mysterieus monster. Dit monster blijkt de enig overgebleven horta te zijn die de eieren van haar soortgenoten probeert te verdedigen. Kirk en Spock komen met het plan voor een samenwerkingsverband tussen de mijnwerkers en de nieuw geboren horta's om samen de mijn te ontginnen.

## Trivia
- William Shatner schreef later in zijn memoires dat hij dit de beste aflevering vond.
- De term HORTA werd later gebruikt als backroniem voor een methode van traagheidsnavigatie die in de toekomst voor mijnbouw in de ruimte gebruikt kan worden.